# 安藤弘樹
安藤 弘樹（あんどう ひろき、1991年5月15日 - ）は、日本プロ麻雀協会に所属する競技麻雀のプロ雀士。栃木県出身。

## 経歴
- 日本プロ麻雀協会のタイトルホルダーの一つである雀竜位に輝く[1]。

## 獲得タイトル
- 第21期雀竜位

## リンク
- 安藤弘樹 (@ohagi_kabu) - X（旧Twitter）